# نوپسرها فریکاتور
نوپسرها فریکاتور یک گونه سوسک از خانوادهٔ سوسک‌های شاخک‌دراز است. دالمن در سال 1817 آن را توصیف کرد. این گونه در کشورهای جاوا، سولاوسی، هند، میانمار، فیلیپین، سوماترا، مالزی و تایلند یافت شده است.

## زیرگونه‌ها
- Nupserha fricator celebiana Breuning, 1950
- Nupserha fricator fricator (Dalman, 1817)